# Yvonne Böhler
Yvonne Böhler (* 24. Mai 1941 in Basel) ist eine Schweizer Fotografin. Sie hat sich auf Porträts von Schriftstellern spezialisiert. 

## Leben
Yvonne Böhler wurde 1941 in Basel geboren und wuchs dreisprachig (Deutsch, Französisch, Italienisch) auf. Sie besuchte von 1961 bis 1964 die Dolmetscherschule in Zürich und arbeitete danach von 1965 bis 1968 als Texterin und Übersetzerin bei einer Werbeagentur in Zürich. Von 1968 bis 1974 lebte sie in den USA, wo ihr Ehemann, der Germanist Michael Böhler, an der State University of New York, Binghamton eine Assistenzprofessur wahrnahm. Sie besuchte in dieser Zeit mehrere Kurse am Audio/Visual/Communication Center sowie am Anthropology Departement derselben Universität und erlernte das Fotografieren durch ein mehrjähriges, unbezahltes Praktikum bei einem Fotografen. Zwischen 1980 und 1982 besuchte sie Workshops bei den Fotografen Alex Kayser, Larry Fink, Jack Wellpot und Jean-Pierre Sudre. Von 1985 bis 1989 arbeitete sie als freie Fotografin, u. a. für die Zeitschrift Brückenbauer. Zu ihrem Thema fand sie, als der DDR-Verlag Volk und Wissen mit der Bitte an sie herantrat, für die von Klaus Pezold herausgegebene Geschichte der deutschsprachigen Schweizer Literatur Porträts von einigen Schweizer Autoren anzufertigen. 1987 bat sie dann Hans Mühlethaler, die Schriftsteller der Gruppe Olten für einen geplanten Buchband zu porträtieren. Von 1987 bis 1998 war sie als Fotografin an den Jahresversammlungen der Gruppe Olten präsent. 1990 wurden ihre Fotoporträts in einer Einzelausstellung im Rahmen der Solothurner Literaturtage gezeigt. Zugleich erschien unter dem Titel Das gespiegelte Ich ihre erste Monografie. 1996 erhielt sie von der Zuger Kulturstiftung Landis & Gyr einen Werkbeitrag. Böhler war in der Folge regelmässig als Fotografin für die Literaturzeitschriften Feux croisés (1999–2006) und Viceversa (ab 2007) tätig. Ihre Fotografien wurden in weiteren Einzel- und Gruppenausstellungen gezeigt. Heute lebt sie in Zürich und Sonzier (Kanton Waadt) als freischaffende Fotografin.
2021 hat Yvonne Böhler dem Schweizerischen Literaturarchiv in Bern ihr gesamtes umfangreiches Fotoarchiv als Schenkung übergeben (Stand 14. November 2022: 657 analoge Fotos, 3457 digitale Fotos).

## Werk
Nach Ronja Hauschild prägen zwei Motive das fotografische Werk Yvonne Böhlers: der Spiegel und die Tür. Der Titel des Bandes Das gespiegelte Ich spielt einerseits darauf an, dass der Spiegel als Requisit und selbstreflexiver Kommentar in den Fotoporträts auftaucht, andererseits werden die Bilder von literarischen Selbstkommentaren der Autoren begleitet, wobei sich Bild und Text wechselseitig spiegeln. Als zweites wichtiges Motiv erkennt Hauschild die Tür: «Es geht ein weiteres Mal darum, was ein Schriftsteller oder eine Schriftstellerin von sich zeigt. Was lassen sie die Lesenden sehen, wie weit lassen sie sie ins Haus?»

## Publikationen
- Das gespiegelte Ich. Deutschschweizer Schriftstellerinnen und Schriftsteller unserer Zeit in Wort und Bild. Fotografierte Porträts von Yvonne Böhler. Vorwort von Peter von Matt. Benziger Verlag, Zürich 1990, ISBN 3-545-36487-9.
- Voix et visages. Écrivains romands. Editions Zoé, Genf 1996, ISBN 2-88182-274-6.
- Marion Graf (Hrsg.): L’écrivain et son traducteur en Suisse et en Europe. Editions Zoé, Genf 1998, ISBN 2-88182-339-4.